# Abraham Lindqvist
Abraham Lindqvist, född den 18 november 1696 i Kärda, Småland, död den 11 februari 1801 i Nykarleby, Österbotten, var en drabant under Karl XII och den sista kvarlevande svenska veteranen från det Stora nordiska kriget.

## Biografi
Släkten Lindqvist härstammade från Kärda socken i Jönköpings län, Småland och Abraham Lindqvist föddes i Kärda, men flyttade så småning om till Finland. Han var svarvare till professionen och skall ha tjänat som dragon under Karl XII. Lindqvist var borgare i Jakobstad åren 1743—1765 och flyttade därefter till Nykarleby. Han återvände till Pedersöre 1784 och flyttade därifrån till Messuby, där han drev en lanthandel. År 1787 flyttade han på nytt till Nykarleby och förblev där till sin död 1799 (enligt Z. Schalin skall han dock ha dött först 1801 vid 105 års ålder). Lindqvist var först gift med Brita Trana, död 12 juli 1753 vid 43 års ålder, och därefter från den 16 oktober 1761 med änkan Anna Maria Bergman i Jakobstad.